# 王奇才
王奇才（1903年—1976年2月19日），福建上杭人，中国人民解放军将领、中国人民解放军开国少将。
曾任河北省军区副政委。1955年，授予中国人民解放军少将。后升任政委，1976年去世，终年73岁。